# Policeroïdeus
Els policeroïdeus (Polyceroidea) són una superfamília de gastròpodes nudibranquis marins de l'infraordre Doridacea.

## Famílies
Famílies dins de la superfamília Polyceroidea:
- Família Polyceridae
- Família Aegiridae - Segons Bouchet & Rocroi (2005) aquest tàxon està mal escrit com a Aegiretidae.
- Família Gymnodorididae
- Família Hexabranchidae
- Família Okadaiidae